# Middleton (Idaho)
Middleton é uma cidade localizada no estado americano de Idaho, no Condado de Canyon.

## Demografia
Segundo o censo americano de 2000, a sua população era de 2978 habitantes.
Em 2006, foi estimada uma população de 4793, um aumento de 1815 (60.9%).

## Geografia
De acordo com o United States Census Bureau tem uma área de
4,5 km², dos quais 4,5 km² cobertos por terra e 0,0 km² cobertos por água. Middleton localiza-se a aproximadamente 731 m acima do nível do mar.

## Localidades na vizinhança
O diagrama seguinte representa as localidades num raio de 24 km ao redor de Middleton.